# Floyd Mayweather Sr.

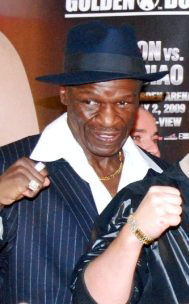
Floyd Mayweather Sr. (2009)

Floyd Mayweather Sr. (* 19. Oktober 1952 in Amory, Mississippi) ist ein ehemaliger US-amerikanischer Boxer und heutiger Boxtrainer. Er ist der Vater und aktuelle Trainer von Floyd Mayweather Jr., älterer Bruder des zweifachen Weltmeisters Roger Mayweather, und Onkel von Jeff Mayweather, dem ehemaligen Weltmeister des unbedeutenden Verbandes IBO.
Mayweather Sr. trainierte unter anderem Óscar de la Hoya, Joan Guzman, Chad Dawson, Ricky Hatton, Vernon Paris und Chris Eubank Jr.

## Ehrungen
Mayweather Sr. erhielt unter anderem folgende Auszeichnungen:
- Yahoo Sports Welttrainer des Jahres: 2013
- WBHOF Welttrainer des Jahres (3): 2003. 2006. 2008